# Jaume Pòrtulas i Ambròs
Jaume Pòrtulas i Ambròs (Barcelona, 1949) és un hel·lenista català, acadèmic de la Reial Acadèmia de Bones Lletres de Barcelona.
El 1992 va obtenir la càtedra de filologia grega de la Universitat de Barcelona, on és membre de l'Aula Carles Riba. Ha estudiat autors grecs arcaics i clàssics com Píndar, Arquíloc, Homer, Safo o Eurípides i sobre temes la tradició clàssica a Catalunya. És conferenciant de la Fondation Hardt de Ginebra.
Des de 2001 és membre del Consell directiu de la Fundació Bernat Metge. Va presidir la Societat Catalana d'Estudis Clàssics de l'Institut d'Estudis Catalans de 2001 a 2006. El 2009 li fou atorgat el Premi Nacional de Literatura, per la seva obra Introducció a la Ilíada. Homer, entre la història i la llegenda. El 2013 fou nomenat acadèmic de l'Acadèmia de Bones Lletres de Barcelona.

## Obres
- Lectura de Píndar (1977).
- Liber viginti quattuor philosophorum (2002).
- Corinna de Tànagra. Testimonis i fragments (2005).
- Introducció a la Ilíada: Homer, entre la història i la llegenda (2008, premi Nacional de Cultura 2009).
- Archilochus and the Iambic Poetry (amb Carles Miralles i Solà, 1983).
- The Poetry of Hipponax (amb Carles Miralles i Solà, 1988).
- Saviesa grega arcaica (amb Sergi Grau Guijarro, 2011).
- "Dos cops jove i dos cops baixat a la tomba." Tradicions biogràfiques i escatologia a la Grècia antiga (RABLB/ Universitat de Barcelona, 2013)

## Traduccions
- Nicole Loraux. Las experiencias de Tiresias: lo masculino y lo femenino en el mundo griego. El Acantilado, 2004. ISBN 978-84-96136-56-4 (trad. conjunta amb Cristina Serna).
- El libro de los veinticuatro filósofos. Ediciones Siruela, 2002. ISBN 978-84-7844-520-2 (trad. conjunta amb Cristina Serna)
- Corpus hermeticum i Asclepio. Ediciones Siruela, 2000. ISBN 978-84-7844-490-8 (trad. conjunta amb Cristina Serna)